# 제34회 서울독립영화제
제34회 서울독립영화제는 2008년 12월 11일에 열린 시상식이다.

## 수상 및 후보

### 대상
- 고갈 - 김곡 수상

### 최우수작품상
- 도시에서 그녀가 피할 수 없는 것들 - 박지연 수상

### 우수작품상
- 3xFTM - 김일란 수상
- 125 전승철 - 박정범 수상

### 코닥상
- 허수아비들의 땅 - 노경태 수상

### 집행위원회특별상
- 지구에서 사는 법 - 안슬기 수상
- 봄에 피어나다 - 정지연 수상

### 독불장군상
- 철의 여인 - 김선 외 1명 수상

### 관객상
- 워낭소리 - 이충렬 수상

### 영진위 영문자막 프린트지원
- 호명인생 - 최창환 수상
- 피쉬 - 변병준 수상
- 포크레인코끼리 - 정지숙 수상
- [[암사자[들]]] - 홍재희 수상

### 경쟁부문 - 단편
- 스톱 - 박재옥
- 하이브리드 - 김새노
- [[암사자[들]]] - 홍재희
- 고기 도시 - 정경록
- 모퉁이의 남자 - 이진우
- 미로아 - 황하나
- 여고생이다 - 박지완
- 봄에 피어나다 - 정지연
- 솔로 36분 - 박범수 외1명
- 서울극장 - 임미랑
- 불편이 - 최현명
- 창조기 - 박재영
- 탑골당 만행사건 - 김수영
- 자가당착 - 김곡
- 도시에서 그녀가 피할 수 없는 것들 - 박지연
- 기차를 세워주세요 - 한지혜
- 밥 - 정세진
- 김추자: 무인도 - 강경태
- 철탑, 2008년 2월 25일 박현상씨 - 변해원
- 7x7㎡ - 고석희 외3명
- 금지된 여행 - 오영필
- 포크레인코끼리 - 정지숙
- 에덴 - 김혜원
- 11 - 정주리
- 시향의 브람스 - 손미
- 연기 맛, 막대사탕! - 반주원
- 교미기-Ⅰ. 기이한 꿈 - 장은주
- 네 쌍둥이 자살 - 강진아
- 야설작가 영범씨의 글짓기 지도법 - 박성국
- 피쉬 - 변병준
- 오후 3시, 봄날 - 이진우
- 디어파파 - 강민희
- 125 전승철 - 박정범
- 외할머니와 레슬링 - 임형섭
- 호명인생 - 최창환
- 그날 - 조재형
- 주방 - 김창완
- 여로를 위하여! - 반소현
- 서울은 흐림 - 윤부희
- 7인의 초인과 괴물 F - 박종영

### 경쟁부문 - 장편
- 낙타는 말했다 - 조규장
- 고갈 - 김곡
- 워낭소리 - 이충렬
- 허수아비들의 땅 - 노경태
- 3 x FTM - 김일란
- 사람을 찾습니다 - 이서
- 하나의 세계 하나의 꿈 - 김지묵
- 지구에서 사는 법 - 안슬기
- 청계천의 개 - 김경묵
- 농민가 - 윤덕현
- 약탈자들 - 손영성